# Carolin Schairer
Carolin Schairer (* 1976 in Garmisch-Partenkirchen) ist eine deutsche Autorin.

## Leben
Carolin Schairer schrieb während der Schulzeit mehrere Romane, die zwar nicht veröffentlicht aber von Freunden und der Familie gelesen wurden. Nach dem Abitur studierte sie an der KU Eichstätt Journalistik.
Vor und während ihres Studiums arbeitete sie für verschiedene Medien im Print- und Rundfunkbereich. Sie schrieb einige Jahre als Freie Journalistin für Zeitungen und Magazine und arbeitete in der Medienbeobachtung sowie in der Markt- und Meinungsforschung. Sie war PR-Mitarbeiterin eines internationalen Unternehmens und lebt in Salzburg.
Ihre Romane sind im Ulrike Helmer Verlag erschienen.
In ihren Werken verbindet Schairer eine – meist lesbische – Liebesgeschichte mit einem gesellschaftlich brisanten Thema.

## Werke
- Die Spitzenkandidatin. Roman. Helmer, Sulzbach 2005, ISBN 3-89741-192-X.
- Ellen. Liebesroman. Helmer, Sulzbach 2009, ISBN 978-3-89741-277-4.
- Todesursache ungeklärt. Kriminalroman. Helmer, Sulzbach 2014, ISBN 978-3-89741-366-5.
- In jener Nacht. Kriminalroman. Helmer, Sulzbach 2015, ISBN 978-3-89741-376-4.
- Die Sterne vom Himmel holen. Liebesroman. Helmer, Sulzbach 2016, ISBN 978-3-89741-387-0.
- Mit einem Lächeln. Liebesroman. Helmer, Sulzbach 2023, ISBN 978-3-89741-466-2.